# 하원 (연출가)
하원(1965년 ~ )은 대한민국의 프로듀서이며 KBS의 전직 예능센터장이다. 1991년 KBS 예능 프로듀서(PD)로 입사하였고, 2006년부터 2016년까지 KBS 예능 책임프로듀서(CP, 팀장급~부장급)로 근무하였다. 2017년 8월부터 2019년 3월까지는 KBS TV프로덕션6담당(예능센터장, 실국장급)으로 근무하였다. 2019년 5월부터 2021년 4월까지 KBS 창원방송총국장을 지냈다.

## 경력
- KBS 예능센터 PD (1991년~2006년)
- KBS 예능센터 CP (팀장급) (2006년~2014년)
- KBS 예능센터 CP (부장급) (2014년~2016년)
- KBS TV프로덕션6담당(예능센터장, 실국장급) (2017년 8월~2019년 3월)
- KBS 창원방송총국장 (2019년 5월~2021년 4월)

## 연출한 프로그램
- 열린음악회
- 국악 한마당
- 가요무대